# Chéroy
Chéroy je francouzská obec v departementu Yonne v regionu Burgundsko-Franche-Comté. V roce 2011 zde žilo 1 615 obyvatel.

## Poloha obce
Obec leží u hranic departementu Yonne s departementem Seine-et-Marne, tedy i u hranic regionu Burgundsko-Franche-Comté s regionem Île-de-France. Sousední obce jsou: Blennes (Seine-et-Marne), Dollot, Jouy, Montacher-Villegardin, Vallery a Vaux-sur-Lunain (Seine-et-Marne).

## Vývoj počtu obyvatel
Počet obyvatel